# Alex Caygill
Alex Caygill (Appleby in Westmorland, 24 april 1940) is een Engelse golfprofessional. 

## Speler
In 1960 en 1962 was Alex Caygill Brits jeugdkampioen.
Brits Open
| Jaar      | 1962 | 1963 | 1964 | 1965 | 1966 | 1967 | 1968 | 1969 | 1970 | 1971 | 1972 | 1973 | 1974 | 1975 | 1976 | 1977 |
| --------- | ---- | ---- | ---- | ---- | ---- | ---- | ---- | ---- | ---- | ---- | ---- | ---- | ---- | ---- | ---- | ---- |
| Resultaat | MC   | MC   | T17  | MC   | T16  | MC   | T24  | T25  | T41  | MC   | =    | MC   | MC   | =    | T63  | MC   |

Ryder Cup
Gaygill speelde de Ryder Cup in 1969 in het team van Groot-Brittannië. Hij speelde slechts één partij. Op de tweede dag was hij ingedeeld voor de ochtend-foursomes met Brian Huggett. Ze speelden tegen de Amerikanen Ray Floyd en Miller Barber en eindigden all square. Dat was ook de stand aan het einde van het toernooi, zodat de Amerikanen de Cup mochten behouden.

In 1971 werden voor het eerst ook Ierse spelers in het team toegelaten. 

### Gewonnen
- 1963: Coombe Hill Assistants, Rediffusion Tournament
- 1969: Penfold Tournament, Martini International (tie met Graham Henning)
- 1970: Lusaka Dunlop Open
- 1973: Lancashire Open
- 1978: Sunningdale Foursomes met Julia Greenhalgh

### Teams
- Ryder Cup: 1969